# Зыков, Дмитрий Андреевич
Дмитрий Андреевич Зыков (21 декабря 1892, Станция Скуратово, Тульская губерния, Российская Империя — 30 января, 1975, Алма-Ата Казахская ССР, СССР) — советский и казахский агроном и растениевод, академик АН Казахской ССР (1951-75), академик академии с/х наук Казахской ССР (1957-75), отец советского растениевода и академика ВАСХНИЛ Юрия Зыкова.

## Биография
Родился 21 декабря 1892 года на станции Скуратово.
С 1909-по 1914 год работал телеграфистом на ЮВЖД.
В 1919 году окончил Воронежский сельскохозяйственный институт.
До 1929 года был преподавателем, а затем директором сельскохозяйственного техникума в Воронежской области.
С 1929-по 1930 год занимал должность главного агронома Наркозема Казахской ССР.
С 1930-по 1972 год занимал должность заведующего кафедрой растениеводства зооветеринарного института в Алма-Ате,
1940 — присвоена научная степень доктор сельскохозяйственных наук
1941-1946 — директор зооветеринарного института.
1950-по 1953 год занимал должность председателя президиума Казахского филиала ВАСХНИЛ.
1951-1975 — академик АН Казахской ССР
1955-1968 — Председатель производительных сил при Президиуме Академии наук Исследовательского Совета Казахской ССР

### Политическая карьера
С 1940-по 1975 год был членом КПСС.

### Смерть
Скончался 30 января 1975 года в Алма-Ате, похоронен на Центральном кладбище города.

## Научные работы
Основные научные работы посвящены изучению закономерностей лояльного размещения кормовых ресурсов, агротехнике кормовых культур и их производству на территории Казахстана. Автор ряда учебников и учебных пособий по вопросам кормопроизводства.

## Признание
Награждён
- орденом Ленина
- двумя орденами Трудового Красного Знамени
- орденом Отечественной войны 1-й степени
- орденом «Знак Почёта»
- медалями

## Избранные сочинения
- Зыков Д. А. Полевое кормодобывание, 1933.
- Зыков Д. А. Кормопроизводство и кормоиспользование в Казахстане. — Алма-Ата, 1969.
- Зыков Д. А. Научные основы химизации земледелия. — Алма-Ата, 1971.
- Зыков Д. А. Правильные севообороты — основа правильной культуры земледелия. — Алма-Ата, 1971.